# Józef Kokot (historyk)
Józef Kokot ps. Włast (ur. 9 lutego 1916 w Brzęczkowicach, zm. 23 grudnia 1975) – polski historyk i prawnik, profesor nauk politycznych, w latach 1966–1975 dyrektor Instytutu Śląskiego w Opolu, znawca dziejów Śląska.

## Życiorys
Urodził się w rodzinie górniczej w Brzęczkowicach (obecnie dzielnica Mysłowic). Tam ukończył szkołę powszechną, a następnie Państwowe Gimnazjum Męskie im. Tadeusza Kościuszki. W 1934 rozpoczął studia na Wydziale Prawa i Administracji Uniwersytetu Jagiellońskiego, które ukończył w 1938.
Podczas II wojny światowej przebywał w Krakowie i był uczestnikiem ruchu oporu. Był pracownikiem Biura Zachodniego Delegatury Rządu na Kraj. Został aresztowany przez hitlerowców i był więźniem obozów koncentracyjnych w Gross-Rosen i Leitmeritz.
W 1947 nadano mu w Uniwersytecie Jagiellońskim stopień naukowy doktora nauk prawnych. W 1958 został wykładowcą Wyższej Szkoły Pedagogicznej w Opolu, zaś w 1966 dyrektorem Instytutu Śląskiego w Opolu, którą to funkcję pełnił do śmierci. W 1968 nadano mu tytuł profesora nadzwyczajnego nauk humanistycznych. Tytuł profesora zwyczajnego nauk politycznych uzyskał w 1973.
Był redaktorem naczelnym „Biuletynu Niemcoznawczego”.
Spoczął w alei zasłużonych na cmentarzu komunalnym w Opolu-Półwsi. Jego imię nosi jedna z ulic Opola.